# نگزدروویتسه
نگزدروویتسه (به لاتین: Niezdrowice) یک روستا در لهستان است که در گمینا اویازد (استان اوپوله) واقع شده‌است. نگزدروویتسه ۶۰۵ نفر جمعیت دارد و ۱۹۷ متر بالاتر از سطح دریا واقع شده‌است.